# Лаптєве
Лаптєве — ентомологічний заказник місцевого значення. Об'єкт розташований на території Вільхівської сільської громади Харківського району Харківської області, село Сороківка.
Площа — 5 га, статус отриманий у 1984 році.
Охороняється заліснена степова балка, що впадає в річку Роганка, де збереглися фрагменти степового різнотрав'я. Заказник підтримує існування рідкісних видів степових комах: дибка степова, богомол звичайний, коник-севчук, мелітурга булавовуса, бджола-тесляр фіолетова, джміль глинистий, махаон, поліксена.